# Cyril Pedrosa

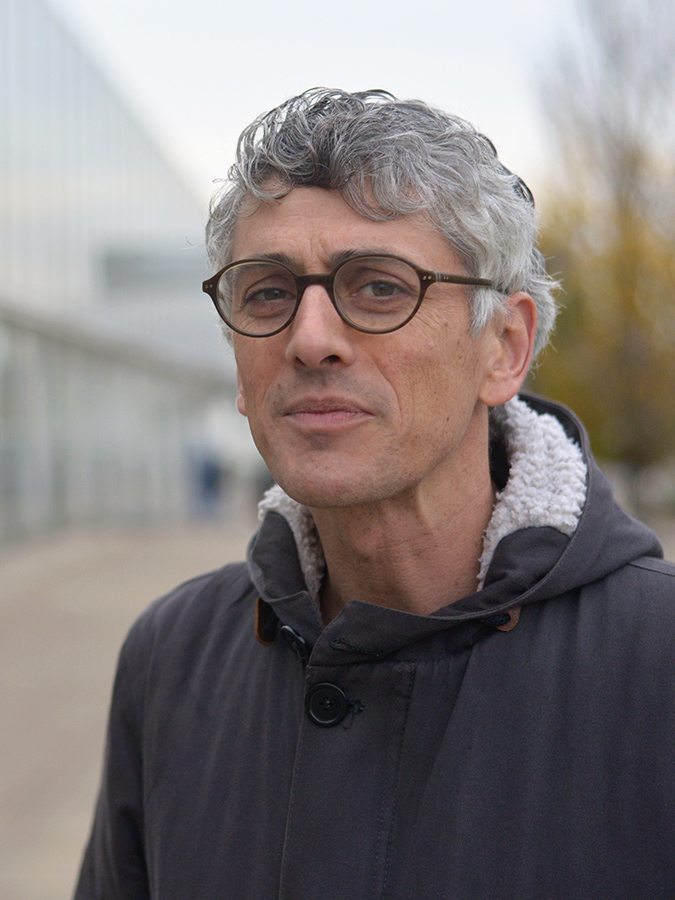
Cyril Pedrosa, 2015

Cyril Pedrosa (* 22. November 1972 in Poitiers) ist ein französisch-portugiesischer Comicautor, Grafiker und Illustrator. In Deutschland wird er bei Reprodukt verlegt.

## Leben
Pedrosa wurde als Sohn portugiesischer Eltern in der französischen Stadt Poitiers geboren. Er studierte Illustration an der Pariser Kunsthochschule Gobelins. Danach arbeitete er als Animator für die Walt Disney Animation Studios in Paris, u. a. bei Filmen wie Der Glöckner von Notre Dame (1996) oder Hercules (1997). Ab 1998 wirkte Pedrosa zusammen mit David Chauvel bei mehreren Bänden der Serie Ring Circus und schuf mit ihm die Kinderserie Brigade Fantôme und ab 2004 die Shaolin Moussaka-Reihe.
Mit Les Coeurs Solitaires begann Pedrosa 2006 gänzlich selbstgeschaffene Werke zu veröffentlichen. Der Durchbruch gelang ihm 2007 mit der Graphic Novel Trois ombres, 2008 in Deutschland als „Drei Schatten“ erschienen.
Seine Werke erschienen seither in einer Reihe Sprachen, neben Französisch insbesondere in Englisch, Portugiesisch, Spanisch und Deutsch. Er steuerte zudem Beiträge in einer Vielzahl internationaler Publikationen bei, im deutschsprachigen Raum beispielsweise im österreichischen Rappelkopf. Zudem ist er einer der Autoren der Comics, die seit 2005 auch in der deutschsprachigen Ausgabe der Zeitung Le Monde diplomatique auf der letzten Seite erscheinen.
Pedrosa erhielt international eine Reihe Preise für Trois ombres, für seinen autobiografischen Comic Autobio und insbesondere für seine autobiografisch inspirierte Graphic Novel Portugal.

## Auszeichnungen
- 2008: Les Essentiels d’Angoulême beim Internationalen Comicfestival von Angoulême für Trois Ombres
- 2009: Prix Tournesol beim Internationalen Comicfestival von Angoulême für Autobio
- 2009: Comic Books Award der National Cartoonists Society (USA) für Autobio
- 2011: Prix Le Point, Comicpreis des Le-Point-Magazins für Portugal
- 2011: Prix Bédélys in Montreal (Kanada) für Portugal
- 2012:  Prix des Libraires de Bande Dessinée für Portugal
- 2012: Le Prix de la BD Fnac, Comicpreis der Fnac für Portugal
- 2013: Millor obra estrangera, Preis für den besten ausländischen Comic bei der Comicmesse Saló Internacional del Còmic de Barcelona in Barcelona für Portugal

Pedrosa wurde auch zu verschiedenen Literaturfestivals eingeladen, in Deutschland etwa zum Internationalen Literaturfestival Berlin 2014.

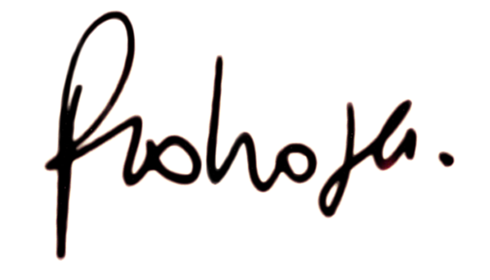
Signatur Pedrosas

## Werke (Auswahl)
- Drei Schatten (Trois ombres), Reprodukt, Berlin 2008, ISBN 978-3-938511-95-4.
- Auto-Bio (Autobio), Reprodukt, Berlin 2009, ISBN 978-3-941099-22-7.
- Portugal, Reprodukt, Berlin 2012, ISBN 978-3-943143-05-8.
- Jäger und Sammler (Les Équinoxes), Reprodukt, Berlin 2016, ISBN 978-3-956400-44-5.
- Sérum, Delcourt, Paris 2017, ISBN 978-2756065915.
- Das Goldene Zeitalter (L'Âge d'or, zusammen mit Roxanne Moreil), Reprodukt, Berlin 2019, ISBN 978-3-956401-83-1.